# Edvard Munch
Edvard Munch (phát âm: [ˈmʉŋk]; 12 tháng 12 năm 1863 - 23 tháng 1 năm 1944) là một họa sĩ người Na Uy thuộc trường phái tượng trưng, một người làm nghề in, đồng thời là một nghệ sĩ tiên phong trong trường phái biểu hiện. Ông một nghệ sĩ phức tạp nhưng không ngừng bận tâm với những vấn đề về sinh mạng của con người như bệnh tật; giải phóng tình dục và nguyện vọng tôn giáo. Ông đã thể hiện những ám ảnh này thông qua các tác phẩm có màu sắc mạnh mẽ; bán trừu tượng và chủ đề bí ẩn.
Tuổi thơ của anh bị lu mờ bởi bệnh tật, mất mát người thân và nỗi sợ hãi khi thừa hưởng một tình trạng tâm thần di truyền trong gia đình. Theo học tại Trường Nghệ thuật và Thiết kế Hoàng gia ở Kristiania (ngày nay là Oslo), Munch bắt đầu sống một cuộc sống phóng túng dưới ảnh hưởng của người theo chủ nghĩa hư vô Hans Jæger, người đã thôi thúc anh vẽ trạng thái tâm lý và cảm xúc của chính mình ('bức tranh tâm hồn'). Từ đó nổi lên phong cách đặc biệt của mình.
Du lịch mang lại những ảnh hưởng và cửa hàng mới. Tại Paris, anh đã học được nhiều điều từ Paul Gauguin, Vincent van Gogh và Henri de Toulouse-Lautrec, đặc biệt là cách họ sử dụng màu sắc. Tại Berlin, anh ấy đã gặp nhà viết kịch Thụy Điển August Strindberg, người mà anh ấy đã vẽ, khi anh ấy bắt tay vào một loạt tranh lớn mà sau này anh ấy gọi là The Frieze of Life, miêu tả một loạt các chủ đề được cảm nhận sâu sắc như tình yêu, sự lo lắng, ghen tuông và sự phản bội, chìm ngập trong bầu không khí.
Tiengthets được hình thành ở Kristiania. Theo Munch, anh ấy đang đi dạo vào lúc hoàng hôn thì "nghe thấy tiếng hét to lớn, vô tận của thiên nhiên". Khuôn mặt đau đớn của bức tranh được nhiều người đồng nhất với sự lo lắng của con người hiện đại. Từ năm 1893 đến năm 1910, ông đã thực hiện hai phiên bản vẽ và hai phiên bản bằng phấn màu, cũng như một số bản in. Một trong những bức tranh phấn màu cuối cùng sẽ có giá danh nghĩa cao thứ tư được trả cho một bức tranh trong cuộc đấu giá.
Khi danh tiếng và sự giàu có của anh ấy tăng lên, trạng thái cảm xúc của anh ấy vẫn không an toàn. Anh ấy đã tính đến chuyện kết hôn trong một thời gian ngắn, nhưng không thể cam tâm. Một lần suy sụp tinh thần vào năm 1908 đã buộc ông phải bỏ rượu nặng, và ông được người dân Kristiania ngày càng chấp nhận và được trưng bày trong các bảo tàng của thành phố. Những năm cuối đời của ông được dành để làm việc trong hòa bình và riêng tư. Mặc dù các tác phẩm của ông bị cấm ở châu Âu do Đức Quốc xã chiếm đóng, nhưng hầu hết chúng đều sống sót sau Thế chiến II, đảm bảo cho ông một di sản.

## Tác phẩm chính
Tác phẩm hội họa nổi tiếng nhất của ông, Skrik (1893), là một trong một chuỗi các tác phẩm có tựa đề The Frieze of Life, trong đó Munch khám phá những đề tài về tình yêu, cuộc sống, nỗi sợ hãi, cái chết và sự sầu muộn. Như rất nhiều các tác phẩm của mình, Munch vẽ một vài phiên bản tương tự. Các tác phẩm tương tự bao gồm Despair và Anxiety.
Hầu như các tác phẩm nổi tiếng của ông đều ở Bảo tàng Munch
Những chủ đề về The Frieze of Life tái diễn nhiều lần trong các tác phẩm của Munch, như Det syke barn (1885), Love and Pain (1893-94), Ashes (1894) và The Bridge và Tuổi dậy thì (Edvard Munch) (1894).

## Tiểu sử
Sinh năm 1863, Munch là con thứ trong gia đình quân y nghèo khó với 5 người con. Năm Munch 5 tuổi, mẹ qua đời vì bệnh lao và khi lên 13 tuổi, người chị gái Sophie cũng qua đời vì căn bệnh này. Anh chị em còn lại của ông, người mắc bệnh tâm thần, người thì qua đời. Bản thân ông Munch thì thường xuyên đau ốm bệnh tật. Hẳn vì thế, cả thời ấu thơ của Munch luôn gắn liền với ký ức bệnh tật, chết chóc và đau buồn. Đó cũng chính là lý do mà chuỗi tác phẩm mang tên "The Frieze of Life" chủ yếu thể hiện nỗi sợ hãi, sầu muộn và chết chóc.
Không quá khó để hiểu vì sao Munch cảm thấy mình như bị nguyền rủa. Lớn lên ở Na Uy vào thế kỉ 19, bao trùm ông là bệnh tật và chết chóc. Mẹ qua đời sớm, nuôi dưỡng Munch là người cha mắc chứng bệnh về tâm lí. Cha của Munch, một người cuồng tín, luôn cho rằng tất cả đều là sự trừng phạt của Chúa Trời. Cách nuôi dạy của cha đã phần nào ảnh hưởng tới cách nhìn nhận của ông, những tác phẩm của ông sau này thường mang gam màu tối, mãnh liệt, thể hiện những đau khổ tổn thương của con người và sự kiềm nén cảm xúc trong tâm trí. Munch trở thành một họa sĩ nổi bật của trường phái Tượng trưng và Biểu hiện.(hsai was here)
Edvard Munch sinh ra trong một trang trại ở làng Ådalsbruk ở Løten, Na Uy, với Laura Catherine Bjølstad và Christian Munch, con trai của một linh mục. Christian là một bác sĩ kiêm nhân viên y tế, người đã kết hôn với Laura, một phụ nữ bằng nửa tuổi anh vào năm 1861. Edvard có một chị gái, Johanne Sophie, và ba người em: Peter Andreas, Laura Catherine và Inger Marie. Laura có tài nghệ thuật và có thể đã khuyến khích Edvard và Sophie. Edvard có họ hàng với họa sĩ Jacob Munch và nhà sử học Peter Andreas Munch.[2]
Gia đình chuyển đến Christiania (được đổi tên thành Kristiania vào năm 1877, và bây giờ là Oslo) vào năm 1864 khi Christian Munch được bổ nhiệm làm sĩ quan y tế tại Pháo đài Akershus. Mẹ của Edvard qua đời vì bệnh lao vào năm 1868, người chị yêu quý của Munch là Johanne Sophie cũng vậy vào năm 1877.[3] Sau khi mẹ qua đời, hai anh em nhà Munch được cha và dì Karen nuôi nấng. Thường xuyên bị ốm trong phần lớn mùa đông và phải nghỉ học, Edvard sẽ làm việc để giữ cho mình bận rộn. Anh được các bạn cùng trường và dì của anh kèm cặp. Christian Munch cũng hướng dẫn con trai mình về lịch sử và văn học, đồng thời giúp bọn trẻ giải trí bằng những câu chuyện ma sống động và truyện kể của nhà văn Mỹ Edgar Allan Poe.[4]

## Giai đoạn sauTiếng thét
Sau khi vẽ Tiếng Thét, Munch tự đăng ký vào một bệnh viện tâm thần vì ông khẳng định rằng bản thân đã nghe thấy nhiều giọng nói trong đầu. Tiếng Thét không chỉ là sản phẩm phái sinh duy nhất của chứng lo âu nặng và sức khỏe tâm thần sụt giảm. Dù ta không thể phủ nhận rằng đó là bức tranh nổi tiếng nhất của Munch, nhưng phải thừa nhận ông cũng có nhiều tác phẩm khác tập trung vào chủ đề sức khỏe tâm thần. Một vài trong số đó là chân dung của người chị gái đã mất. Tác phẩm mang tên Lo Âu (Anxiety) được vẽ sau bức Tiếng Thét và có nét tương đồng đáng kể với bức tranh này.
Dù Munch đã vẽ nhiều quang cảnh tăm tối và buồn rầu từ rất lâu trước khi ông bắt tay vào vẽ bức Tiếng Thét, thì bức tranh này dường như là sản phẩm có tác động lớn nhất tới ông. Trong bức Lo Âu, ông thực sự đã sao chép lại toàn bộ phông nền của Tiếng Thét. Những đường nét phía sau trông cũng na ná, đến cả trang phục cũng giống nhau. Tuy nhiên, có hai điểm khác biệt đáng kể. Bức Lo Âu có nhiều người cùng hướng mặt về phía khán giả. Và không có ai đang la hét cả.

## Bệnh tật
Xét đến việc Munch có nhiều dấu hiệu của việc căng thẳng thần kinh nặng và cũng thừa nhận việc bị bố bạo hành bằng lời nói suốt thời ấu thơ, rất có khả năng ông thật sự mắc căn bệnh tâm thần. Do ông cũng đề cập đến chứng lo âu và có dấu hiệu trầm cảm, có thể đây không phải căn bệnh tâm lý duy nhất mà ông mắc phải. Dù cho người họa sĩ trải qua căn bệnh nào, ta cũng có thể gần như chắc chắn là nó có tác động đến cơn khủng hoảng hiện sinh của ông trong đầu. Bức Tiếng Thét không đơn giản chỉ là một sản phẩm được tạo ra từ sự căng thẳng hay một thoáng hoảng loạn bất thường. Bức tranh là hiện thân cho những thời khắc tăm tối mà Munch trải qua khi ông vật lộn với những căn bệnh và chấn thương về mặt tâm lý, nó cũng tượng trưng cho nỗ lực giải thích và hợp lý hóa trải nghiệm của ông thông qua điều mà ông biết rõ nhất – vẽ tranh.

## Nghiên cứu và ảnh hưởng
Năm 1879, Munch đăng ký vào một trường cao đẳng kỹ thuật để học kỹ thuật, nơi ông xuất sắc về vật lý, hóa học và toán học. Anh ấy đã học vẽ theo tỷ lệ và phối cảnh, nhưng bệnh tật thường xuyên đã làm gián đoạn việc học của anh ấy.[10] Năm sau, trước sự thất vọng của cha mình, Munch rời trường đại học với quyết tâm trở thành một họa sĩ. Cha của ông coi nghệ thuật là một "nghề buôn bán xấu xa", và những người hàng xóm của ông đã phản ứng gay gắt và gửi cho ông những lá thư nặc danh.[11] Trái ngược với chủ nghĩa ngoan đạo điên cuồng của cha mình, Munch có lập trường không giáo điều đối với nghệ thuật. Anh ấy đã viết mục tiêu của mình trong nhật ký: "Trong nghệ thuật của mình, tôi cố gắng giải thích cuộc sống và ý nghĩa của nó đối với bản thân."
Năm 1881, Munch đăng ký học tại Trường Nghệ thuật và Thiết kế Hoàng gia Kristiania, một trong những người sáng lập là người họ hàng xa của ông Jacob Munch. Thầy của ông là nhà điêu khắc Julius Middelthun và họa sĩ theo chủ nghĩa tự nhiên Christian Krohg.[12] Năm đó, Munch đã thể hiện khả năng tiếp thu nhanh chóng việc đào tạo nhân vật của mình tại học viện trong những bức chân dung đầu tiên của anh ấy, bao gồm một bức chân dung của cha anh ấy và bức chân dung tự họa đầu tiên của anh ấy. Năm 1883, Munch tham gia buổi triển lãm công cộng đầu tiên của mình và chia sẻ xưởng vẽ với các sinh viên khác.[13] Bức chân dung đầy đủ của anh ấy về Karl Jensen-Hjell, một người phóng túng khét tiếng về thị trấn, đã nhận được phản ứng bác bỏ của nhà phê bình: "Đó là chủ nghĩa ấn tượng được đưa đến cực đoan. Đó là một trò hề của nghệ thuật." thời kỳ chỉ tồn tại trong các bản phác thảo, ngoại trừ Standing Khỏa thân (1887). Chúng có thể đã bị cha anh tịch thu.[15]
Chủ nghĩa ấn tượng đã truyền cảm hứng cho Munch từ khi còn trẻ.[16] Trong những năm đầu tiên này, ông đã thử nghiệm nhiều phong cách, bao gồm Chủ nghĩa Tự nhiên và Chủ nghĩa Ấn tượng. Một số tác phẩm ban đầu gợi nhớ đến Manet. Nhiều nỗ lực trong số này đã khiến anh bị báo chí chỉ trích bất lợi và bị cha anh quở trách liên tục, người dù sao cũng chu cấp cho anh một khoản tiền nhỏ để trang trải chi phí sinh hoạt.[14] Tuy nhiên, tại một thời điểm, cha của Munch, có lẽ bị ảnh hưởng bởi ý kiến tiêu cực của Edvard Diriks, anh họ của Munch (một họa sĩ truyền thống lâu đời), đã phá hủy ít nhất một bức tranh (có thể là một bức tranh khỏa thân) và từ chối ứng trước thêm bất kỳ khoản tiền nào để mua vật dụng nghệ thuật.[ 17]
Munch cũng nhận được sự giận dữ của cha mình vì mối quan hệ của anh ta với Hans Jæger, người theo chủ nghĩa hư vô địa phương sống theo quy tắc "niềm đam mê phá hủy cũng là niềm đam mê sáng tạo" và người ủng hộ tự sát là cách cuối cùng để đạt được tự do.[18] Munch bị câu thần chú ác độc, chống thành lập của anh ta. "Ý tưởng của tôi phát triển dưới ảnh hưởng của những người phóng túng hay đúng hơn là dưới thời Hans Jæger. Nhiều người đã lầm tưởng rằng ý tưởng của tôi được hình thành dưới ảnh hưởng của Strindberg và người Đức... nhưng điều đó là sai. Chúng đã được hình thành từ lúc đó."[ 19] Vào thời điểm đó, trái ngược với nhiều người theo chủ nghĩa phóng túng khác, Munch vẫn tôn trọng phụ nữ, cũng như dè dặt và lịch sự, nhưng anh ta bắt đầu sa vào những cuộc nhậu nhẹt và ẩu đả trong vòng kết nối của mình. Anh ấy cảm thấy bất an trước cuộc cách mạng tình dục đang diễn ra vào thời điểm đó và bởi những người phụ nữ độc lập xung quanh anh ấy. Sau đó, ông chuyển sang hoài nghi về các vấn đề tình dục, điều này không chỉ được thể hiện trong hành vi và nghệ thuật của ông mà còn trong các tác phẩm của ông, ví dụ như một bài thơ dài tên là Thành phố của tình yêu tự do.[20] Vẫn phụ thuộc vào gia đình trong nhiều bữa ăn, mối quan hệ của Munch với cha vẫn căng thẳng vì những lo ngại về cuộc sống phóng túng của ông.
Sau nhiều thử nghiệm, Munch kết luận rằng thành ngữ của trường phái Ấn tượng không cho phép diễn đạt đầy đủ. Anh ấy thấy nó hời hợt và quá giống với thí nghiệm khoa học. Anh ấy cảm thấy cần phải đi sâu hơn và khám phá những tình huống chứa đầy nội dung cảm xúc và năng lượng biểu cảm. Dưới mệnh lệnh của Jæger rằng Munch nên "viết cuộc đời mình", nghĩa là Munch nên khám phá trạng thái tâm lý và cảm xúc của chính mình, người nghệ sĩ trẻ bắt đầu giai đoạn suy ngẫm và tự kiểm điểm, ghi lại những suy nghĩ của mình trong "nhật ký tâm hồn".[21] Quan điểm sâu sắc hơn này đã giúp đưa anh ấy đến một cái nhìn mới về nghệ thuật của mình. Anh ấy viết rằng bức tranh The Sick Child (1886) của anh ấy, dựa trên cái chết của em gái anh ấy, là "bức tranh tâm hồn" đầu tiên của anh ấy, lần đầu tiên anh ấy rời bỏ trường phái Ấn tượng. Bức tranh đã nhận được phản ứng tiêu cực từ các nhà phê bình và từ gia đình ông, đồng thời gây ra một "sự phẫn nộ dữ dội về đạo đức" khác từ cộng đồng.[22]
Chỉ có người bạn Christian Krohg bảo vệ anh ta:
Anh ấy vẽ, hay nói đúng hơn là nhìn nhận mọi thứ theo cách khác với cách của các nghệ sĩ khác. Anh ấy chỉ nhìn thấy cái cốt yếu, và đó, một cách tự nhiên, là tất cả những gì anh ấy vẽ. Vì lý do này, các bức ảnh của Munch có quy luật là "không hoàn chỉnh", vì mọi người rất vui mừng được tự mình khám phá. Ồ, vâng, chúng đã hoàn thành. hoàn toàn thủ công của mình. Nghệ thuật hoàn thiện khi người nghệ sĩ đã thực sự nói ra tất cả những gì anh ta nghĩ trong đầu, và đây chính là lợi thế mà Munch có được so với các họa sĩ thuộc thế hệ khác, rằng anh ta thực sự biết cách cho chúng ta thấy những gì anh ta cảm thấy, và điều gì đã thu hút anh ta. và điều này anh ta phục tùng mọi thứ khác.[23]
Munch tiếp tục sử dụng nhiều kỹ thuật nét vẽ và bảng màu trong suốt những năm 1880 và đầu những năm 1890, khi ông cố gắng xác định phong cách của mình.[24] Thành ngữ của anh ấy tiếp tục xoay chuyển giữa chủ nghĩa tự nhiên, như đã thấy trong Chân dung của Hans Jæger, và chủ nghĩa ấn tượng, như trong Rue Lafayette. Tác phẩm Inger On the Beach (1889) của ông, tác phẩm gây ra một cơn bão nhầm lẫn và tranh cãi khác, gợi ý về hình thức đơn giản hóa, đường nét nặng nề, tương phản sắc nét và nội dung đầy cảm xúc trong phong cách trưởng thành của ông sau này.[25] Anh bắt đầu tính toán kỹ lưỡng các sáng tác của mình để tạo ra sự căng thẳng và cảm xúc. Mặc dù bị ảnh hưởng về mặt phong cách bởi những người theo trường phái Hậu ấn tượng, nhưng thứ đã phát triển là một chủ đề mang tính biểu tượng về nội dung, mô tả một trạng thái tinh thần hơn là một thực tế bên ngoài. Năm 1889, Munch trình diễn buổi trình diễn một người đầu tiên về gần như tất cả các tác phẩm của ông cho đến nay. Sự công nhận mà nó nhận được đã dẫn đến học bổng nhà nước hai năm để theo học tại Paris dưới sự hướng dẫn của họa sĩ người Pháp Léon Bonnat.[26]
Munch dường như đã sớm là người chỉ trích nhiếp ảnh như một loại hình nghệ thuật, và nhận xét rằng nó "sẽ không bao giờ cạnh tranh được với cọ và bảng màu, cho đến khi những bức ảnh có thể được chụp ở Thiên đường hay Địa ngục!"[27]
Em gái của Munch, Laura, là chủ đề của nội thất năm 1899 Melancholy: Laura của ông. Amanda O'Neill nói về tác phẩm, "Trong cảnh ngột ngạt nóng bỏng này, Munch không chỉ miêu tả bi kịch của Laura, mà còn là nỗi sợ hãi của chính anh ta về sự điên rồ mà anh ta có thể đã thừa hưởng." [28]

## Berlin
Đến năm 1892, Munch đã hình thành tính thẩm mỹ Tổng hợp đặc trưng và nguyên bản của mình, như đã thấy trong Melancholy (1891), trong đó màu sắc là yếu tố chứa đầy biểu tượng. Được nghệ sĩ và nhà báo Christian Krohg coi là bức tranh Tượng trưng đầu tiên của một nghệ sĩ người Na Uy, U sầu được trưng bày vào năm 1891 tại Triển lãm Mùa thu ở Oslo.[40] Năm 1892, Adelsteen Normann, thay mặt cho Liên hiệp các nghệ sĩ Berlin, đã mời Munch tham gia triển lãm vào tháng 11,[41] cuộc triển lãm một người đầu tiên của hội. Tuy nhiên, những bức tranh của ông đã gây ra tranh cãi gay gắt (được đặt tên là "The Munch Affair"), và sau một tuần triển lãm đã đóng cửa.[41] Munch hài lòng với "sự náo động lớn", và viết trong một bức thư: "Chưa bao giờ tôi có khoảng thời gian vui vẻ như vậy—thật không thể tin được rằng một thứ vô tội như hội họa lại có thể tạo ra một sự chấn động như vậy."[42]
Tại Berlin, Munch tham gia vào một nhóm các nhà văn, nghệ sĩ và nhà phê bình quốc tế, trong đó có nhà viết kịch Thụy Điển và trí thức hàng đầu August Strindberg, người mà ông vẽ năm 1892.[43] Ông cũng gặp nhà văn kiêm họa sĩ người Đan Mạch Holger Drachmann, người mà ông đã vẽ tranh vào năm 1898. Drachmann hơn Munch 17 tuổi và là bạn nhậu tại Zum schwarzen Ferkel vào năm 1893–94.[44] Năm 1894, Drachmann viết về Munch: "Anh ấy đã đấu tranh hết mình. Chúc may mắn với những đấu tranh của bạn, người Na Uy cô đơn."[45]
Trong bốn năm ở Berlin, Munch đã phác thảo hầu hết các ý tưởng sẽ bao gồm tác phẩm chính của ông, The Frieze of Life, ban đầu được thiết kế để minh họa sách nhưng sau đó được thể hiện bằng tranh vẽ.[46] Anh ấy bán được ít, nhưng kiếm được một số thu nhập từ việc thu phí vào cửa để xem những bức tranh gây tranh cãi của mình.[47] Munch đã tỏ ra miễn cưỡng khi chia tay với những bức tranh mà ông gọi là "những đứa con" của mình.
Các bức tranh khác của anh ấy, bao gồm cả cảnh sòng bạc, thể hiện sự đơn giản hóa về hình thức và chi tiết, điều đánh dấu phong cách trưởng thành sớm của anh ấy.[48] Munch cũng bắt đầu ưa thích không gian hình ảnh nông và phông nền tối thiểu cho các nhân vật chính diện của mình. Vì các tư thế được chọn để tạo ra những hình ảnh thuyết phục nhất về trạng thái tinh thần và tình trạng tâm lý, như trong Ashes, nên các hình vẽ mang lại chất lượng tĩnh, hoành tráng. Các nhân vật của Munch dường như đóng các vai trên sân khấu kịch (Death in the Sick-Room), có kịch câm về các tư thế cố định biểu thị nhiều cảm xúc khác nhau; vì mỗi nhân vật là hiện thân của một chiều tâm lý duy nhất, như trong The Scream, những người đàn ông và phụ nữ của Munch bắt đầu mang tính biểu tượng hơn là thực tế. Ông viết, "Không còn phải sơn nội thất, người đọc sách và phụ nữ đan lát nữa, sẽ có những con người đang sống, thở và cảm nhận, đau khổ và yêu thương."[49]